# Mikko Rimminen
Mikko Rimminen (né le 8 mai 1975 à Helsinki) est un écrivain et poète finlandais,.

## Ouvrages

### en finnois
- (fi) Jännittävää olisi nähdä pihalla lintuja, Helsinki, Éditions Tammi, 2000 (ISBN 951-31-1768-5)
- (fi) Mikko Rimminen et Kyösti Salokorpi, Hämärä luonto. Aamunkoista yön tuhmaan lintuun. Niiden käyttäytymisestä ja elämästä yleensä, Helsinki, Éditions Tammi, 2001 (ISBN 951-31-2009-0)
- (fi) Sumusta pulppuavat mustat autot, Helsinki, Éditions Tammi, 2003 (ISBN 951-31-2667-6)
- (fi) Pussikaljaromaani, Helsinki, Teos, 2004 (ISBN 951-851-019-9)
- (fi) Pölkky, Helsinki, Teos, 2007 (ISBN 978-951-851-124-6)
- (fi) Nenäpäivä, Helsinki, Teos, 2010 (ISBN 978-951-851-327-1)
- (fi) Hippa, Helsinki, Teos, 2013 (ISBN 978-951-851-566-4)

### traduits en français
- Sondage au pif [« Nenäpäivä »]  (trad. du finnois par Sébastien Cagnoli), Arles, Actes Sud Littérature, coll. « Lettres scandinaves », 2013, 336 p. (ISBN 978-2-330-01420-9)

## Prix
- 2004, Prix Kalevi Jäntti
- 2010, Prix Finlandia[3].